# Ghost Recon
Ghost Recon är en datorspelsserie inspirerad av Tom Clancy.
En soldatsimulator spelat ur förstapersonsperspektiv och tredjepersonsperspektiv.

## Spelversioner
| Titel                                          | År   | Plattform                                               |
| ---------------------------------------------- | ---- | ------------------------------------------------------- |
| Tom Clancy's Ghost Recon                       | 2001 | PC, Mac, Xbox, Playstation 2, Nintendo Gamecube, N-Gage |
| Tom Clancy's Ghost Recon: Desert Siege         | 2003 | PC (expansionspaket), Mac                               |
| Tom Clancy's Ghost Recon: Island Thunder       | 2003 | PC expansionspaket, Xbox                                |
| Tom Clancy's Ghost Recon: Jungle Storm         | 2004 | PS2, N-Gage                                             |
| Tom Clancy's Ghost Recon 2                     | 2004 | Xbox, PS2, Gamecube                                     |
| Tom Clancy's Ghost Recon 2: Summit Strike      | 2005 | Xbox                                                    |
| Tom Clancy's Ghost Recon Advanced Warfighter   | 2006 | Xbox 360, Xbox, PS2, PC, PS3                            |
| Tom Clancy's Ghost Recon Advanced Warfighter 2 | 2007 | Xbox 360, PC, PS3                                       |
| Tom Clancy's Ghost Recon: Shadow Wars          | 2011 | 3DS                                                     |
| Tom Clancy's Ghost Recon Online                | 2011 | PC, Wii U                                               |
| Tom Clancy's Ghost Recon: Future Soldier       | 2012 | Xbox 360, PS3, Wii, DS, PSP, PC                         |
| Tom Clancy's Ghost Recon: Wildlands            | 2017 | Xbox One, PS4, PC                                       |
| Tom Clancy's Ghost Recon: Breakpoint           | 2019 | PC, PS4, Xbox One                                       |